# Lázár Mária
Lázár Mária, eredetileg: Czartoryski Mária, névváltozata: Czartoriszky Mária (Herkulesfürdő, 1895. április 18. – Budapest, 1983. október 1.) magyar színésznő, érdemes és kiváló művész. A Czartoryski lengyel hercegi családból származott.

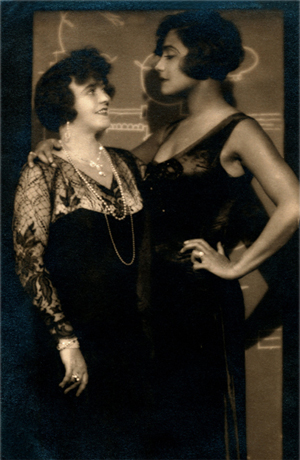
Lázár Mária (jobbról) és Haraszti Mici 1927-ben

## Életpálya
1915-ben végzett az Országos Színészegyesület Színészképző Iskolájában, majd a Szegedi Nemzeti Színházhoz szerződött. 1921-től 1925-ig a Vígszínház tagja volt, 1925 és 1927 között a Renaissance Színházban, az Apolló Színházban, a Royal Orfeumban és a Fővárosi Operettszínház játszott. 1928 és 1944 között a Magyar Színházban, a Belvárosi Színházban, az Andrássy úti Színházban, a Művész Színházban, a Madách Színházban, az Új Magyar Színházban és a Vígszínházban játszott. 1945-ben a Belvárosi Színházban, 1946-ban a Madách Színházban, 1947-ben pedig a Művész Színházban játszott. 1948-tól 1983-ig a Madách Színház tagja volt, de szerepelt a Magyar Néphadsereg Színházában és a Fővárosi Operettszínházban is. Tíz évig volt elnöke a Magyar Színházművészeti Szövetségnek.

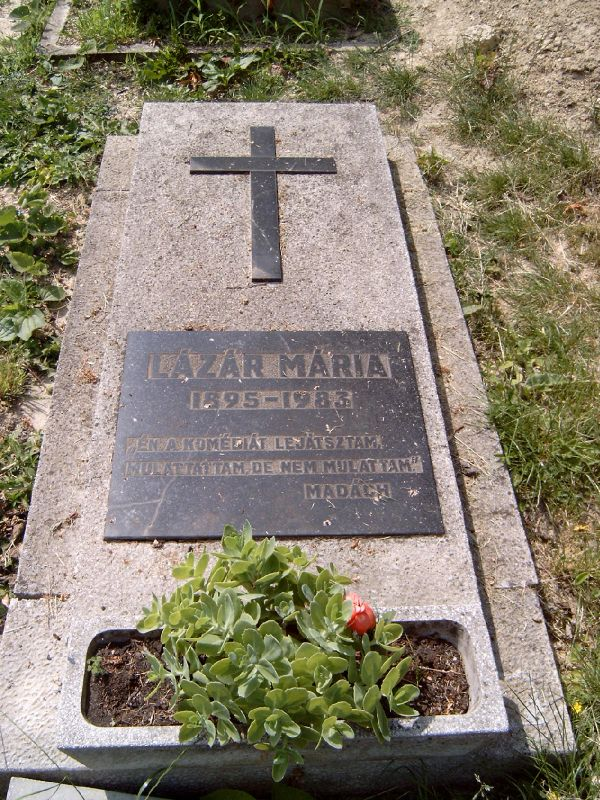
Lázár Mária, Czartoryski, az ősi lengyel hercegi családból származó színésznő sírja Budapesten. Farkasréti temető: 25-9-17.

## Családja
Édesapja kiewani és zukowi Czartoryski Zsigmond, édesanyja csíktaplóczai  Lázár Mária, akinek a nevét vette fel művésznévként. Első házasságát Ihász Lajos színésszel, Ihász Aladár színész öccsével kötötte 1916. április 15-én Szegeden, és bár később elváltak, a házasságukból két fiuk született. Egy 1976-os interjúban így nyilatkozott a fiairól: „Ők New Yorkban élnek, mind a kettőnek magyar a felesége, van összesen négy unokám – egy lány, három fiú –, van három dédunokám, most jön a negyedik.” A második férje Burger Antal volt, harmadszorra Kiár András szabolcsi földbirtokoshoz ment feleségül.

## Színpadi szerepei
- Ábrahám Pál: Bál a Savoyban....La Tangolita
- Bókay János: Megvédtem egy asszonyt....Maca
- Csehov: Három nővér....Natalja
- George Bernard Shaw: Az ördög cimborája....Dudgeonné
- George Bernard Shaw: Sosem lehet tudni....Clandonné
- George Bernard Shaw: Szénásszekér....Orinthia
- Herczeg Ferenc: Aranyszárnyak....Zrínyi Ilona
- Huszka Jenő: Erzsébet....Erzsébet
- Ronald Millar: Abélard és Heloïse....Argenteuil fejedelemasszony
- Molnár Ferenc: A hattyú....Mária Dominika
- Molnár Ferenc: Az ördög....Cinka
- Osztrovszkij: Farkasok és bárányok....Murzaveckaja
- Marcel Pagnol: Topáz....Suzy
- Pirandello: Hat szerep keres egy szerzőt....Színésznő
- Eugène Scribe: Egy pohár víz....A királyné
- Shakespeare: Rómeó és Júlia....Capuletné
- Alexander Steinbrecher: Bécsi gyémántok....A császárnő
- Tabi László: Különleges világnap....Elli
- Vaszary János: Angyalt vettem feleségül....Az angyal
- Oscar Wilde: Bunbury....Lady Bracknell
- Oscar Wilde: Lady Windermere legyezője....Berwick hercegnő

## Filmjei

### Játékfilmek
- A levágott kéz (1920-némafilm)
- Az új földesúr (1935)
- Három sárkány (1936)
- Ember a híd alatt (1936)
- Pusztai szél (1937)
- A férfi mind őrült (1937)
- A 111-es (1937)
- Megvédtem egy asszonyt (1938)
- A varieté csillagai (1939)
- Egy éjszaka Erdélyben (1941)
- Magdolna (1942)
- Haláltánc (1942)
- Sári bíró (1943)
- Díszmagyar (1949)
- Budapesti tavasz (1955)
- Gerolsteini kaland (1957)
- Bakaruhában (1957)
- Alázatosan jelentem (1960)
- Rangon alul (1960)
- Az orvos halála (1966)
- Herkulesfürdői emlék (1976)

### Tévéfilmek
- Kristóf, a magánzó (1965) - a tábornok felesége
- Családi tűzhely (1968)
- Jó estét nyár, jó estét szerelem (1972)
- Sólyom a sasfészekben (1973)
- Felelet 1-8. (1975)
- Muslincák a liftben (1977)

## Könyve
- Legyünk őszinték (Budapest, 1942)

## Díjai

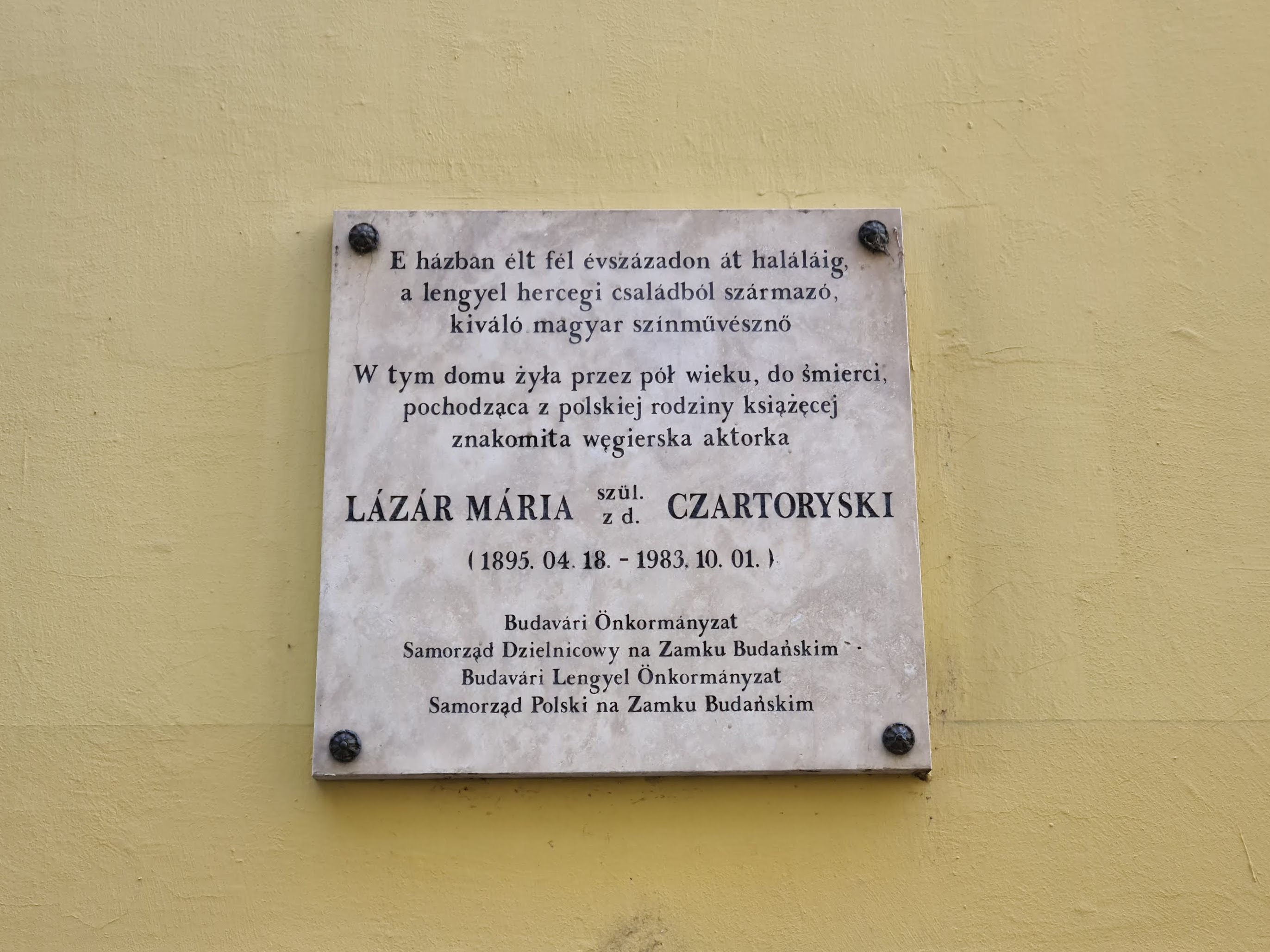
Emléktáblája a Móra Ferenc utcában

- Érdemes művész (1962)
- Kiváló művész (1973)